# Gråhara
För andra betydelser, se Gråhara (olika betydelser).
Gråhara (finska: Harmaja) är ett skär med en havsfyr och lotsstation utanför Helsingfors. Gråhara ligger sju kilometer sydsydost om Helsingfors centrum, strax väster om den östra av de två huvudfarlederna in till Helsingfors. De första sjömärkena på Gråhara byggdes antagligen redan på 1500-talet. Den första fyren byggdes 1883, men den ansågs snart vara för kort och den gamla lanterninen byttes ut mot ett nytt fyrtorn av gjutjärn som placerades ovanpå det gamla.